# Kalifornien-Rundfahrt 2013
Das Straßenradrennen 8. Kalifornien-Rundfahrt fand vom 12. bis zum 19. Mai 2013 statt. Wie in den Vorjahren war das Etappenrennen in acht Abschnitte eingeteilt. Die Distanz betrug etwa 728,5 Meilen (1166 Kilometer). Die Rundfahrt war Teil der UCI America Tour 2013 und dort in die höchste UCI-Kategorie 2.HC eingestuft.
Wurde die Kalifornien-Rundfahrt 2011 noch aufgrund starken Schneefalls verkürzt (die erste Etappe wurde sogar komplett abgesagt), hatten die Fahrer in diesem Jahr unter extrem hohen Temperaturen von teilweise über 40 °C im Schatten zu leiden.

## Teilnehmende Teams
Am Start standen 16 Profiteams. Wie im Vorjahr waren dies acht UCI ProTeams, jedoch wurden im Gegensatz zu 2012 nur drei UCI Professional Continental Teams, dafür aber fünf US-amerikanische Continental Teams eingeladen.
| UCI ProTeams BMC Racing Team Cannondale Pro Cycling Omega Pharma-Quick Step Orica GreenEdge | RadioShack Leopard Garmin Sharp Team Saxo-Tinkoff Vacansoleil-DCM | UCI Professional Continental Teams Champion System Team NetApp UnitedHealthcare Pro Cycling Team | UCI Continental Teams 5 Hour Energy Bissell Cycling Bontrager Cycling Team Optum-Kelly Benefit Strategies Jamis-Hagens Berman |

## Etappen
| Etappe    | Tag     | Start–Ziel                    | Typ               | km    | Etappensieger      | Führender          |
| --------- | ------- | ----------------------------- | ----------------- | ----- | ------------------ | ------------------ |
| 1. Etappe | 12. Mai | Escondido–Escondido           | Hügeletappe       | 165.1 | Lieuwe Westra      | Lieuwe Westra      |
| 2. Etappe | 13. Mai | Murrieta–Greater Palm Springs | Bergetappe        | 200.0 | Janier Acevedo     | Janier Acevedo     |
| 3. Etappe | 14. Mai | Palmdale–Santa Clarita        | Flachetappe       | 177.7 | Peter Sagan        | Janier Acevedo     |
| 4. Etappe | 15. Mai | Santa Clarita–Santa Barbara   | Flachetappe       | 134.5 | Tyler Farrar       | Janier Acevedo     |
| 5. Etappe | 16. Mai | Santa Barbara–Avila Beach     | Flachetappe       | 186.0 | Jens Voigt         | Tejay van Garderen |
| 6. Etappe | 17. Mai | San José–San José (EZF)       | Einzelzeitfahren  | 031.6 | Tejay van Garderen | Tejay van Garderen |
| 7. Etappe | 18. Mai | Livermore-Mount Diablo        | Hochgebirgsetappe | 147.1 | Leopold König      | Tejay van Garderen |
| 8. Etappe | 19. Mai | San Francisco–Santa Rosa      | Flachetappe       | 130.4 | Peter Sagan        | Tejay van Garderen |

### Erste Etappe: Escondido - Escondido
Die erste Etappe gewann der Niederländer Lieuwe Westra vom Team Vacansoleil-DCM. Er attackierte fünf Kilometer vor dem Ziel, nachdem eine vierköpfige Spitzengruppe, die sich am Anstieg zum Mount Palomar gebildet hatte, eingeholt wurde. Mit dieser Attacke überraschte er das ganze Feld, lediglich Francisco Mancebo (5 Hour Energy) konnte Westra folgen. Die beiden retteten einen Vorsprung von sechs Sekunden auf das Hauptfeld, an dessen Spitze Peter Sagan vom Team Cannondale Pro Cycling über die Ziellinie rollte.
|    | Fahrer            | Nation      | Team                    | Zeit      |
| -- | ----------------- | ----------- | ----------------------- | --------- |
| 1. | Lieuwe Westra     | Niederlande | Vacansoleil-DCM         | 4:31:33 h |
| 2. | Francisco Mancebo | Spanien     | 5 Hour Energy           | gl. Zeit  |
| 3. | Peter Sagan       | Slowakei    | Cannondale Pro Cycling  | + 0:06    |
| 4. | Gianni Meersman   | Belgien     | Omega Pharma-Quick Step | + 0:06    |
| 5. | Jasper Stuyven    | Belgien     | Bontrager Cycling Team  | + 0:06    |

### Zweite Etappe: Murrieta - Greater Palm Springs
Die Etappe wurde von hohen Temperaturen von über 40 °C geprägt. Trotz einiger Angriffe, unter anderem von Philip Deignan (United Healthcare), blieb das Feld lange zusammen. Am Schlussanstieg konnte nur Janier Acevedo der entscheidenden Attacke von Tejay van Garderen (BMC Racing Team) folgen und ihn am Ende übersprinten. Sowohl der Träger des gelben Trikots, Lieuwe Westra, als auch Mitfavorit Andy Schleck verloren über neun Minuten im Kampf um den Gesamtsieg. Neuer Gesamtführender war Janier Acevedo. Da die Top 5 der Etappe vom Vortag zurückgefallen waren, belegten die Top 5 der zweiten Etappe auch die neue Top 5 der Gesamtwertung.
|    | Fahrer             | Nation             | Team                              | Zeit      |
| -- | ------------------ | ------------------ | --------------------------------- | --------- |
| 1. | Janier Acevedo     | Kolumbien          | Jamis-Hagens Berman               | 5:07:40 h |
| 2. | Tejay van Garderen | Vereinigte Staaten | BMC Racing Team                   | + 0:12    |
| 3. | Philip Deignan     | Irland             | UnitedHealthcare Pro Cycling Team | + 0:27    |
| 4. | Mathias Frank      | Schweiz            | BMC Racing Team                   | + 0:45    |
| 5. | Michael Rogers     | Australien         | Team Saxo-Tinkoff                 | + 0:55    |

### Dritte Etappe: Palmdale - Santa Clarita
Die Ausreißergruppe der dritten Etappe bestand unter anderem aus dem Gewinner der ersten Etappe, Lieuwe Westra, und Andy Schleck. Beide waren am Vortag in der Gesamtwertung entscheidend zurückgefallen. Da das Terrain der Etappe weitestgehend flach war, eignete sie sich hervorragend für die Sprinter. Nachdem die Ausreißer eingefangen waren, konnte Peter Sagan vom Team Cannondale Pro Cycling die Etappe für sich entscheiden, in dem er kurz vor der Ziellinie Michael Matthews (Orica GreenEdge) überholte, der schon wie der sichere Sieger aussah. In der Gesamtwertung gab es keine Veränderungen.
|    | Fahrer           | Nation             | Team                    | Zeit      |
| -- | ---------------- | ------------------ | ----------------------- | --------- |
| 1. | Peter Sagan      | Slowakei           | Cannondale Pro Cycling  | 4:20:31 h |
| 2. | Michael Matthews | Australien         | Orica GreenEdge         | gl. Zeit  |
| 3. | Tyler Farrar     | Vereinigte Staaten | Garmin Sharp            | gl. Zeit  |
| 4. | Gianni Meersman  | Belgien            | Omega Pharma-Quick Step | gl. Zeit  |
| 5. | Boy van Poppel   | Niederlande        | Team Saxo-Tinkoff       | gl. Zeit  |

|    | Fahrer             | Nation             | Team                              | Zeit      |
| -- | ------------------ | ------------------ | --------------------------------- | --------- |
| 1. | Janier Acevedo     | Kolumbien          | Jamis-Hagens Berman               | 13:59:50h |
| 2. | Tejay van Garderen | Vereinigte Staaten | BMC Racing Team                   | + 0:12    |
| 3. | Philip Deignan     | Irland             | UnitedHealthcare Pro Cycling Team | + 0:27    |
| 4. | Mathias Frank      | Schweiz            | BMC Racing Team                   | + 0:45    |
| 5. | Michael Rogers     | Australien         | Team Saxo-Tinkoff                 | + 0:55    |

### Vierte Etappe: Santa Clarita - Santa Barbara
Das Profil der vierten Etappe war geeignet für die Sprinter. Nach zwei Bergwertungen der vierten bzw. dritten Kategorie lag das Ziel im Küstenbereich von Santa Barbara. Die Etappe gewann der US-Amerikaner Tyler Farrar vom Team Garmin Sharp. Nach seinem dritten Platz vom Vortag konnte er seinen ersten Etappensieg bei der Tour feiern. Dies war sein erster Profisieg seit August 2012. In der Gesamtwertung gab es keine Veränderungen, da alle Favoriten zeitgleich mit Farrar ins Ziel kamen.
|    | Fahrer          | Nation             | Team                           | Zeit      |
| -- | --------------- | ------------------ | ------------------------------ | --------- |
| 1. | Tyler Farrar    | Vereinigte Staaten | Garmin Sharp                   | 3:14:09 h |
| 2. | Ken Hanson      | Vereinigte Staaten | Optum-Kelly Benefit Strategies | gl. Zeit  |
| 3. | Gianni Meersman | Belgien            | Omega Pharma-Quick Step        | gl. Zeit  |
| 4. | Kris Boeckmans  | Belgien            | Vacansoleil-DCM                | gl. Zeit  |
| 5. | Peter Sagan     | Slowakei           | Cannondale Pro Cycling         | gl. Zeit  |

|    | Fahrer             | Nation             | Team                              | Zeit      |
| -- | ------------------ | ------------------ | --------------------------------- | --------- |
| 1. | Janier Acevedo     | Kolumbien          | Jamis-Hagens Berman               | 17:13:59h |
| 2. | Tejay van Garderen | Vereinigte Staaten | BMC Racing Team                   | + 0:12    |
| 3. | Philip Deignan     | Irland             | UnitedHealthcare Pro Cycling Team | + 0:27    |
| 4. | Mathias Frank      | Schweiz            | BMC Racing Team                   | + 0:45    |
| 5. | Michael Rogers     | Australien         | Team Saxo-Tinkoff                 | + 0:55    |

### 5. Etappe: Santa Barbara - Avila Beach
Als erster Höhepunkt musste 25 Kilometer nach dem Start eine Bergwertung der zweiten Kategorie erklommen werden. Nachdem die erste Ausreißergruppe gestellt wurde, initiierte Routinier Jens Voigt 50 Kilometer vor dem Ziel bei starkem Seitenwind eine Attacke, um den Sprinterteams den Sieg wegzunehmen. 15 Fahrer konnten dem Antritt folgen, darunter waren unter anderem Tejay van Garderen (BMC Racing Team) und Michael Rogers (Team Saxo-Tinkoff), aber auch die beiden Sprinter Tyler Farrar (Orica GreenEdge) und Peter Sagan (Cannondale Pro Cycling), die beide schon eine Etappe gewonnen hatten. Fünf Kilometer vor dem Ziel startete Voigt in bekannter Ausreißermanier eine weitere Attacke, der lediglich die beiden Sprinter versuchten zu folgen. Schlussendlich konnte Voigt sechs Sekunden Vorsprung auf die anderen Ausreißer ins Ziel retten und damit seinen ersten Saisonsieg feiern. Das Hauptfeld mit dem Träger des gelben Trikots, Janier Acevedo, kam mit knapp über einer Minute Rückstand ins Ziel, sodass Tejay van Garderen der neue Gesamtführende wurde.
|    | Fahrer           | Nation             | Team                   | Zeit      |
| -- | ---------------- | ------------------ | ---------------------- | --------- |
| 1. | Jens Voigt       | Deutschland        | RadioShack Leopard     | 4:41:16 h |
| 2. | Tyler Farrar     | Vereinigte Staaten | Garmin Sharp           | + 0:06    |
| 3. | Thor Hushovd     | Norwegen           | BMC Racing Team        | + 0:06    |
| 4. | Peter Sagan      | Slowakei           | Cannondale Pro Cycling | + 0:06    |
| 5. | Michael Matthews | Australien         | Orica GreenEdge        | + 0:06    |

|    | Fahrer             | Nation             | Team                              | Zeit       |
| -- | ------------------ | ------------------ | --------------------------------- | ---------- |
| 1. | Tejay van Garderen | Vereinigte Staaten | BMC Racing Team                   | 21:55:32 h |
| 2. | Michael Rogers     | Australien         | Team Saxo-Tinkoff                 | + 0:42     |
| 3. | Janier Acevedo     | Kolumbien          | Jamis-Hagens Berman               | + 0:50     |
| 4. | Matthew Busche     | Vereinigte Staaten | RadioShack Leopard                | + 1:04     |
| 5. | Philip Deignan     | Australien         | UnitedHealthcare Pro Cycling Team | + 1:17     |

### 6. Etappe: San José (EZF)
Das einzige Zeitfahren der Rundfahrt war etwas für die Bergfahrer. Nach mehreren kurzen Anstiegen und Abfahrten folgte auf den letzten drei Kilometern ein Anstieg, bei dem etwa 300 Höhenmeter überwunden werden mussten. Die Etappe gewann Tejay van Garderen (BMC Racing Team) vor dem Sieger der ersten Etappe, Lieuwe Westra (Vacansoleil-DCM). Überraschend Dritter wurde der Australier Rohan Dennis vom Team (Garmin Sharp).
|    | Fahrer             | Nation             | Team              | Zeit      |
| -- | ------------------ | ------------------ | ----------------- | --------- |
| 1. | Tejay van Garderen | Vereinigte Staaten | BMC Racing Team   | 0:48:52 h |
| 2. | Lieuwe Westra      | Niederlande        | Vacansoleil-DCM   | + 0:23    |
| 3. | Rohan Dennis       | Australien         | Garmin Sharp      | + 0:28    |
| 4. | Michael Rogers     | Australien         | Team Saxo-Tinkoff | + 1:05    |
| 5. | Marco Pinotti      | Italien            | BMC Racing Team   | + 1:08    |

|    | Fahrer             | Nation             | Team                | Zeit       |
| -- | ------------------ | ------------------ | ------------------- | ---------- |
| 1. | Tejay van Garderen | Vereinigte Staaten | BMC Racing Team     | 22:44:24 h |
| 2. | Michael Rogers     | Australien         | Team Saxo-Tinkoff   | + 1:47     |
| 3. | Cameron Meyer      | Australien         | Orica GreenEdge     | + 2:57     |
| 4. | Mathias Frank      | Schweiz            | BMC Racing Team     | + 3:21     |
| 5. | Janier Acevedo     | Kolumbien          | Jamis-Hagens Berman | + 3:31     |

### 7. Etappe: Livermore - Mount Diablo
Nach 17 gefahrenen Kilometern konnten sich folgende Fahrer vom Feld absetzen: David de la Cruz (Spanien/NetApp), Andy Schleck (Luxemburg/RadioShack), Laurent Didier (Luxemburg/RadioShack), Carter Jones (USA/Bissell), Lieuwe Westra (Niederlande/Vacansoleil), Kristijan Koren (Slowenien/Cannondale) und Carlos Verona (Spanien/Omega Pharma-Quick Step). In der Folge fuhren sich die Ausreißer maximal vier Minuten an Vorsprung heraus und wurden nach und nach vom Feld gestellt. Als Letztes wurden de la Cruz und Westra eingeholt gut 5 Kilometer vor dem Ziel. Aus dem Feld heraus gab es hoch zum Mount Diablo einige Angriffe, u. a. durch Jens Voigt (Deutschland/RadioShack) oder Francisco Mancebo (Spanien/5Hour Energy). Die entscheidende Attacke gab es durch Leopold König, der zwei Kilometer vor dem Ziel von den verbliebenen Fahrern wegfuhr und sicherte sich damit den Etappensieg. Tejay van Garderen verteidigte das Gelbe Trikot.
|    | Fahrer             | Nation             | Team                | Zeit      |
| -- | ------------------ | ------------------ | ------------------- | --------- |
| 1. | Leopold König      | Tschechien         | Team NetApp-Endura  | 3:54:17 h |
| 2. | Janier Acevedo     | Kolumbien          | Jamis-Hagens Berman | + 0:07    |
| 3. | Tejay van Garderen | Vereinigte Staaten | BMC Racing Team     | + 0:12    |
| 4. | Michael Rogers     | Australien         | Team Saxo-Tinkoff   | + 0:12    |
| 5. | Mathias Frank      | Schweiz            | BMC Racing Team     | + 0:23    |

|    | Fahrer             | Nation             | Team                | Zeit       |
| -- | ------------------ | ------------------ | ------------------- | ---------- |
| 1. | Tejay van Garderen | Vereinigte Staaten | BMC Racing Team     | 26:38:53 h |
| 2. | Michael Rogers     | Australien         | Team Saxo-Tinkoff   | + 1:47     |
| 3. | Janier Acevedo     | Kolumbien          | Jamis-Hagens Berman | + 3:26     |
| 4. | Mathias Frank      | Schweiz            | BMC Racing Team     | + 3:32     |
| 5. | Cameron Meyer      | Australien         | Orica GreenEdge     | + 3:33     |

### 8. Etappe: San Francisco - Santa Rosa
Die Etappe wurde geprägt durch drei Mann starke Spitzengruppe. Darin vertreten waren Thomas De Gendt (Belgien/Vacansoleil), Jason McCartney (USA/Bissell) und Antoine Duchesne (Kanada/Bontrager). Maximal 4:30 Minuten hatten sie an Vorsprung und die drei waren eingangs der letzten Zielrunde in Santa Rosa wieder eingeholt. Es kam zu einem Massensprint. Diesen entschied der Slowake Peter Sagan vor dem Österreicher Daniel Schorn für sich. Tejay van Garderen verteidigte wieder das Gelbe Trikot und gewann dadurch die gesamte Rundfahrt.
|    | Fahrer          | Nation             | Team                           | Zeit      |
| -- | --------------- | ------------------ | ------------------------------ | --------- |
| 1. | Peter Sagan     | Slowakei           | Cannondale Pro Cycling         | 3:04:07 h |
| 2. | Daniel Schorn   | Osterreich         | Team NetApp-Endura             | + 0:00    |
| 3. | Tyler Farrar    | Vereinigte Staaten | Garmin Sharp                   | + 0:00    |
| 4. | Gianni Meersman | Belgien            | Omega Pharma-Quick Step        | + 0:00    |
| 5. | Ken Hanson      | Vereinigte Staaten | Optum-Kelly Benefit Strategies | + 0:00    |

|    | Fahrer             | Nation             | Team                | Zeit       |
| -- | ------------------ | ------------------ | ------------------- | ---------- |
| 1. | Tejay van Garderen | Vereinigte Staaten | BMC Racing Team     | 29:43:00 h |
| 2. | Michael Rogers     | Australien         | Team Saxo-Tinkoff   | + 1:47     |
| 3. | Janier Acevedo     | Kolumbien          | Jamis-Hagens Berman | + 3:26     |
| 4. | Mathias Frank      | Schweiz            | BMC Racing Team     | + 3:32     |
| 5. | Cameron Meyer      | Australien         | Orica GreenEdge     | + 3:33     |

## Wertungstrikots
| Etappe         | Etappensieger      | Gesamtwertung      | Nachwuchswertung | Bergwertung  | Punktewertung | Aktivster Fahrer | Teamwertung                       |
| -------------- | ------------------ | ------------------ | ---------------- | ------------ | ------------- | ---------------- | --------------------------------- |
| 1              | Lieuwe Westra      | Lieuwe Westra      | Jasper Stuyven   | Carter Jones | Lieuwe Westra | James Stemper    | 5 Hour Energy                     |
| 2              | Janier Acevedo     | Janier Acevedo     | Lawson Craddock  | Carter Jones | Lieuwe Westra | Sylvain Chavanel | UnitedHealthcare Pro Cycling Team |
| 3              | Peter Sagan        | Janier Acevedo     | Lawson Craddock  | Carter Jones | Lieuwe Westra | Chad Beyer       | UnitedHealthcare Pro Cycling Team |
| 4              | Tyler Farrar       | Janier Acevedo     | Lawson Craddock  | Carter Jones | Peter Sagan   | Nathan Brown     | UnitedHealthcare Pro Cycling Team |
| 5              | Jens Voigt         | Tejay van Garderen | Lawson Craddock  | Carter Jones | Peter Sagan   | Jens Voigt       | UnitedHealthcare Pro Cycling Team |
| 6              | Tejay van Garderen | Tejay van Garderen | Lawson Craddock  | Carter Jones | Peter Sagan   | Michael Rogers   | BMC Racing Team                   |
| 7              | Leopold König      | Tejay van Garderen | Lawson Craddock  | Carter Jones | Peter Sagan   | Lieuwe Westra    | BMC Racing Team                   |
| 8              | Peter Sagan        | Tejay van Garderen | Lawson Craddock  | Carter Jones | Peter Sagan   | Jason McCartney  | BMC Racing Team                   |
| Wertungssieger | Wertungssieger     | Tejay van Garderen | Lawson Craddock  | Carter Jones | Peter Sagan   | nicht vergeben   | BMC Racing Team                   |